# Lieder-Quadrille
Lieder-Quadrille (Quadrille des Lieder) est un quadrille de Johann Strauss II (op. 275). La pièce est créée le 11 mai 1863 à Pavlovsk, en Russie.

## Histoire
Le Lieder-Quadrille est créé en 1863 lors d'un autre voyage en Russie du compositeur et s'appelle initialement Melange-Quadrille. Lors de la composition de l'œuvre, le compositeur utilise des chansons folkloriques allemandes qui font partie du répertoire de son épouse, la chanteuse Jetty Treffz (de) : Du, Du, liegst mir am Herzen, Mädle ruck, ruck, ruck et Wer will unter die Soldaten. Strauss lui-même n’apprécie pas beaucoup cette composition. Il écrit l’ouvrage avec désinvolture. Contrairement à ses attentes, le quadrille est un succès tant en Russie qu'à Vienne, où il reçoit son nom actuel. La pièce est encore jouée de temps en temps de nos jours.

## Durée
Sa durée d'exécution est d'environ 6 minutes. Elle peut varier quelque peu selon l'interprétation musicale du chef d'orchestre.

## Interprétations notables
La pièce est notamment jouée lors du concert du nouvel an 1994 à Vienne, sous la direction de Lorin Maazel.

## Réutilisation musicale
Des parties de cette composition sont réutilisées dans la pièce Potpourri-Quadrille, autre quadrille de Johann Strauss II.